# توفيق الصائغ
توفيق بن سعيد الصائغ (ولد 1974 م) مقرئ للقرآن بحريني الجنسية إرتيري الأصل، وداعية إمام وخطيب. ولد في إريتريا وعاش في السعودية من صغره، وقضى فيها 33 عامًا، وهو من تلاميذ الشيخ ابن عثيمين، حاصل على ماجستير من جامعة الإمام، وعمل إمامَ مسجد اللامي في جُدَّة. حصل على الجنسية البحرينية بعد ما أبعدته السلطات السعودية.

## ولادته وتحصيله
وُلد توفيق بن سعيد بن إبراهيم الصائغ في مدينة أسمرة عاصمة إريتريا، وانتقل إلى السعودية في وقت مبكِّر، فدرس المرحلة الابتدائية بمدرسة الملك فيصل الابتدائية في جُدَّة، والمرحلة المتوسطة في كل من مدرسة البحر الأحمر المتوسطة، ومدرسة الرازي المتوسطة. ثم المرحلة الثانوية بمعهد جدة العلمي التابع لجامعة الإمام محمد بن سعود الإسلامية، وقد تخرَّج بامتياز وحصل على شهادة (الطالب الأمثل).
ثم أتمَّ دراسته الجامعية بفرع جامعة الإمام محمد بن سعود الإسلامية في القصيم، وتخرَّج بدرجة امتياز مع مرتبة الشرف الأولى، وحصل على شهادة (ماجستير) من جامعة أم القرى بمكة المكرَّمة بدرجة 98 وتقدير امتياز مع التوصية بطبع رسالته وتداولها بين الجامعات. 
تلقَّى العلم على يد عدد من العلماء من أهمِّهم الشيخ محمد الصالح العثيمين، والدكتور محمد صدقي البورنو، والدكتور عبد الحميد أبو زنيد، والدكتور صالح السلطان. وقرأ أيضًا على بعض كبار طلَّاب العثيمين، في أروقة الجامعة أو خارجها، فمن كبار شيوخه الشيخ خالد المشيقح قرأ عليه في الفقه، والشيخ عبد الرحمن الدهش قرأ عليه في النحو، والشيخ خالد المُصلح قرأ عليه في العقيدة. وقرأ القرآن على كل من الشيخ محمد حبيب الرحمن من باكستان، والشيخ محمد إبراهيم شتا من مصر، وطرفًا على الشيخ يحيى عبد الرزَّاق الغَوْثاني من حَوْران في سورية. غادر المملكة العربية السعودية في ذي القَعْدة عام 1435هـ بعد أن قضى فيها 33 عامًا.

## أعماله ونشاطاته
عمل إمامًا وخطيبًا من عام 1413 إلى 1434هـ، في مسجد اللامي بجُدَّة. ومدرِّسًا بمدارس الأمجاد الأهلية في جدة، ومشرفًا على دار الهُداة للنشر.
كان رئيسًا للجالية الإرتيرية في مكتب دعوة الجاليات بجدة، ومشرفًا توعويًّا بمستشفى الأمل، ورئيسًا للجنة جائزة الشيخ فالح آل ثاني للقرآن الكريم بالدوحة.

### عضوياته
كان عضوًا في عدد من اللجان منها:
- لجنة خادم الحرمين الملك عبد الله بن عبد العزيز للصُّلح وفكِّ الرِّقاب.
- الجمعية الفقهية السعودية.
- مركز التحكيم الخليجي بالبحرين.
- مجلس أمناء مؤسسة كافل الخيرية (بريطانيا UK).

### مشاركاته
- شارك في لقاءات علمية ودعوية خارج المملكة، في كل من: دولة جنوب إفريقيا (جوهانسبرغ - كيب تاون)، الولايات المتحدة الأمريكية، ألمانيا، السويد، فرنسا، بلجيكا، اليمن، قطر، الإمارات العربية المتحدة، الجمهورية العربية السورية، سنغافورا، جمهورية مصر العربية، الكويت، السودان، المملكة المتحدة.
- شارك في برامج فضائية في قناة المجد، وقناة اقرأ، وقناة الفجر.

## روابط خارجية
- صفحته على موقع طريق الإسلام
- القناة الرسمية للشيخ توفيق الصائغ
- صفحة القارئ توفيق الصائغ على تي في قرآن